# Carl Smith (cantante)
Carl Smith (15 de marzo de 1927 – 16 de enero de 2010) fue un cantante estadounidense de música country. Conocido por el apodo "Mister Country," fue uno de los cantantes de mayor éxito del género en los años 1950, obteniendo 30 éxitos top 10 de las listas Billboard (21 de ellos consecutivos). 

## Biografía

### Inicios
Su nombre completo era Carl Milton Smith, y nació en Maynardville, Tennessee (Estados Unidos). Ideó seguir la carrera musical tras escuchar el programa radiofónico Grand Ole Opry, y se pagó clases de guitarra vendiendo semillas en su adolescencia. A los 15 años empezó a actuar en una banda llamada Kitty Dibble and Her Dude Ranch Ranglers. A los 17 aprendió a tocar el contrabajo a la vez que pasaba las vacaciones de verano trabajando para la emisora WROL de Knoxville, Tennessee, en la que participaba en el show de Cas Walker.
Finalizada la high school, sirvió en la Armada de los Estados Unidos entre 1944 y 1947. Volvió a la WROL y tocó el contrabajo para los cantantes de country Molly O'Day y Skeets Williamson, a la vez que empezaba su carrera como cantante. Un colega de la emisora remitió una grabación de Smith a la emisora WSM y al programa Grand Ole Opry de Nashville, Tennessee, siendo pronto contratado por WSM. En 1950, Smith fue contratado para grabar con Columbia Records por el productor Don Law.

### Cima de su carrera en los años 1950
En 1951, su canción "Let's Live a Little" fue un gran éxito, alcanzando el número dos de la lista Billboard de country. En 1951 tuvo otros tres éxitos, entre ellos "If the Teardrops Were Pennies", y su primer número 1, "Let Old Mother Nature Have Her Way". Esas canciones convirtieron a Smith en un afamado artista country. Su grupo, los Tunesmiths, incluía al instrumentista de steel guitar Johnny Silbert.
En 1952, Smith se casó con June Carter, hija de Maybelle Carter, miembro de The Carter Family. Era el primer matrimonio para ambos. En 1955 tuvieron una hija, Rebecca Carlene Smith, que más adelante sería la conocida cantante country Carlene Carter. La pareja grabó los duetos "Time's a Wastin'" y "Love Oh Crazy Love". En el resto de la década, Smith siguió apareciendo de manera regular en la lista Billboard, llegando a obtener 30 éxitos en el top 10. Entre sus canciones de mayor fama figuran "Loose Talk", "Hey Joe" y "You Are the One". A lo largo de su carrera consiguió cinco canciones número 1, siendo "Loose Talk" la última, en 1955. En 1956 dejó Grand Ole Opry y poco después se incorporó al The Phillip Morris Country Music Show, pasando más de un año en gira por los Estados Unidos, a menudo en competición directa con los shows Opry. También actuó regularmente en el programa de ABC-TV Ozark Jubilee, siendo presentador suplente de Red Foley.
En 1956, Smith y June Carter se divorciaron. En 1957 actuó en las películas The Badge of Marshal Brennan y Buffalo Guns, y se casó con la cantante de country Goldie Hill, conocida por la canción número 1 "I Let the Stars Get In My Eyes". Goldie se retiró del mundo del espectáculo. A finales de los años 1950 empezó a disminuir el éxito de Smith y sus temas top 10 fueron cada vez más escasos.

### Últimos años
En la década de 1960 la exitosa carrera de Smith fue menguando. Entre sus temas top-20 de la época se incluyen "Air Mail To Heaven" (1962) y "Take My Ring Off Your Finger" (1964). Su canción de mayor éxito de la década fue "Deep Water" (1967), la cual fue número 10, siendo la primera en alcanzar dicho puesto en ocho años, así como la última. En 1961 fue uno de los cinco presentadores de la serie televisiva de la NBC Five Star Jubilee. También presentó Carl Smith's Country Music Hall en Canadá, a serie de redifusión. Smith también participó en The Jimmy Dean Show el 9 de abril de 1964.
En 1960 y 1970, Smith incorporó más swing a parte de su material grabado. Continuó trabajando para Columbia Records durante casi 25, dejando el sello en 1975 para firmar con Hickory Records. En esos momentos sus discos apenas llegaban a la lista de éxitos. El 21 de octubre de 1976 trabajó en la serie de televisión Hawaii Five-O, en el episodio "Man on Fire". En reconocimiento a su carrera musical, se le concedió una estrella en el Paseo de la Fama de Hollywood, en el 1517 de Vine Street.
Gracias a sus inversiones inmobiliarias y a sus ingresos por derechos de autor, decidió retirarse del mundo de la música a finales de los años 1970 para dedicarse a su otra pasión, la cría de caballos para la práctica de cutting. Sin embargo, en 1983 grabó un álbum para el sello Gusto label. En 2003 Smith ingresó en el Museo y Salón de la Fama del Country.
En sus últimos años vivió en una granja ecuestre de 500 acres en Franklin, Tennessee, donde falleció el 16 de enero de 2010, a los 82 años de edad. Fue enterrado en el Cementerio Williamson Memorial Gardens de esa población. Su esposa Goldie había fallecido cinco años antes. Le sobrevivieron dos hijos, Carl Jr. y Larry Dean, y dos hijas, Carlene y Lori Lynn.

## Discografía

### Álbumes
- 1955 : Carl, Lefty and Marty (con Lefty Frizzell y Marty Robbins), Columbia
- 1955 : Carl Smith, Columbia
- 1956 : Sentimental Songs by Carl Smith, Columbia
- 1956 : Softly and Tenderly, Columbia
- 1957 : Sunday Down South, Columbia
- 1957 : Smith's the Name, Columbia
- 1958 : Let's Live a Little, Columbia
- 1960 : The Carl Smith Touch, Columbia
- 1961 : Easy to Please, Columbia
- 1962 : Carl Smith's Greatest Hits, Columbia
- 1963 : The Tall, Tall Gentleman, Columbia
- 1964 : Carl Smith's Best, Columbia
- 1964 : There Stands the Glass, Columbia
- 1965 : Walkin' Tall, Columbia
- 1965 : I Want to Live and Love, Columbia
- 1965 : Kisses Don't Lie, Columbia
- 1966 : Man with a Plan, Columbia
- 1967 : Satisfaction Guaranteed, Columbia
- 1967 : A Gentleman in Love, Columbia
- 1967 : The Country Gentleman, Columbia
- 1967 : The Carl Smith Special: The Country Gentleman Sings His Favorites, Columbia
- 1968 : Deep Water, Columbia
- 1968 : Country On My Mind, Columbia
- 1969 : Take It Like a Man, Columbia
- 1969 : Faded Love and Winter Roses, Columbia
- 1969 : Carl Smith's Greatest Hits, Vol. 2, Columbia
- 1969 : Carl Smith Sings a Tribute to Roy Acuff, Columbia
- 1970 : Carl and the Tunesmiths, Columbia
- 1970 : I Love You Because, Columbia
- 1971 : The Carl Smith Anniversary Album: 20 Years of Hits, Columbia
- 1971 : Sings Bluegrass, Columbia
- 1972 : Don't Say You're Mine, Columbia
- 1972 : If This Is Goodbye, Columbia
- 1975 : The Way I Lose My Mind, Hickory/MGM
- 1975 : The Girl That I Love, Hickory/MGM
- 1977 : This Lady Loving Me, Hickory/MGM
- 1978 : Silver Tongued Cowboy, Hickory/MGM
- 1980 : Greatest Hits, Gusto
- 1982 : The Legendary, Gusto

### Singles[7]
- 1950 : "Guilty Conscience"
- 1950 : "I Overlooked an Orchid"
- 1951 : "Let's Live a Little", del álbum Let's Live a Little
- 1951 : "There's Nothing As Sweet As My Baby", del álbum Let's Live a Little
- 1951 : "Mr. Moon", del álbum Let's Live a Little
- 1951 : "If Teardrops Were Pennies", del álbum Let's Live a Little
- 1951 : "Let Old Mother Nature Have Her Way", del álbum Sentimental Songs
- 1952 : "(When You Feel Like You're in Love) Don't Just Stand There", del álbum Sentimental Songs
- 1952 : "Me and My Broken Heart" (versión de una canción de Hank Williams), del álbum Sentimental Songs
- 1952 : "Are You Teasing Me", del álbum Sentimental Songs
- 1952 : "It's a Lovely, Lovely World", del álbum Sentimental Songs
- 1952 : "Our Honeymoon"
- 1953 : "That's the Kind of Love I'm Looking For", del álbum Carl Smith's Best
- 1953 : "Just Wait 'Til I Get You Alone", del álbum Carl Smith's Best
- 1953 : "This Orchid Means Goodbye"
- 1953 : "Trademark", del álbum Satisfaction Guaranteed
- 1953 : "Do I Like It?"
- 1953 : "Hey Joe", del álbum Greatest Hits
- 1953 : "Satisfaction Guaranteed", del álbum Satisfaction Guaranteed
- 1954 : "Dog-Gone It, Baby, I'm in Love", del álbum Satisfaction Guaranteed
- 1954 : "Back Up Buddy", del álbum The Tall, Tall Gentleman
- 1954 : "Go, Boy Go", del álbum Carl Smith's Best
- 1954 : "Loose Talk", del álbum Carl Smith
- 1954 : "More Than Anything Else in the World"
- 1955 : "Kisses Don't Lie", del álbum Walkin' Tall
- 1955 : "No, I Don't Believe I Will", del álbum Carl Smith's Best
- 1955 : "Wait a Little Longer Please, Jesus", del álbum Sunday Down South
- 1955 : "There She Goes", del álbum Carl Smith
- 1955 : "Old Lonesome Times", del álbum Greatest Hits
- 1955 : "Don't Tease Me"
- 1955 : "You're Free to Go", del álbum Greatest Hits
- 1955 : "I Feel Like Cryin'", del álbum Carl Smith
- 1956 : "I've Changed"
- 1956 : "You Are the One", del álbum Greatest Hits
- 1956 : "Doorstep to Heaven", del álbum Greatest Hits
- 1956 : "Before I Met You", del álbum The Tall, Tall Gentleman
- 1956 : "Wicked Lies"
- 1957 : "You Can't Hurt Me Anymore"
- 1957 : "Try to Take It Like a Man"
- 1957 : "Why, Why"
- 1958 : "Your Name Is Beautiful"
- 1958 : "Guess I've Been Around Too Long"
- 1958 : "Walking the Slow Walk"
- 1959 : "The Best Years of My Life", del álbum Let's Live a Little
- 1959 : "It's All My Heartache"
- 1959 : "Ten Thousand Drums", del álbum Walkin' Tall
- 1959 : "Tomorrow Night"
- 1960 : "Make the Waterwheel Roll"
- 1960 : "Cut Across Shorty", del álbum The Carl Smith Touch
- 1960 : "If the World Don't End Tomorrow (I'm Comin' After You)"
- 1961 : "You Make Me Live Again"
- 1961 : "Kisses Never Lie"
- 1962 : "Air Mail to Heaven", del álbum The Tall, Tall Gentleman
- 1962 : "Things That Mean the Most"
- 1962 : "The Best Dressed Beggar (In Town)", del álbum The Country Gentleman
- 1963 : "Live for Tomorrow", del álbum The Tall, Tall Gentleman
- 1963 : "In the Back Room Tonight"
- 1963 : "I Almost Forgot Her Today", del álbum The Country Gentleman
- 1963 : "Triangle", del álbum The Country Gentleman
- 1964 : "The Pillow That Whispers", del álbum The Country Gentleman
- 1964 : "Take My Ring Off Your Finger", del álbum The Country Gentleman
- 1964 : "Lonely Girl", del álbum The Country Gentleman
- 1964 : "When It's Over", del álbum The Country Gentleman
- 1965 : "She Called Me Baby", del álbum Kisses Don't Lie
- 1965 : "Keep Me Fooled"
- 1965 : "Be Good to Her"
- 1965 : "Let's Walk Away Strangers", del álbum The Country Gentleman
- 1966 : "Why Do I Keep Doing This to Us"
- 1966 : "Why Can't You Feel Sorry for Me"
- 1966 : "Man with a Plan", del álbum Man with a Plan
- 1966 : "You Better Be Better to Me"
- 1967 : "It's Only a Matter of Time"
- 1967 : "Mighty Day", del álbum The Carl Smith Special
- 1967 : "I Should Get Away Awhile (From You)", del álbum The Carl Smith Special
- 1967 : "Deep Water", del álbum Deep Water
- 1968 : "Foggy River", del álbum Deep Water
- 1968 : "You Ought to Hear Me Cry", del álbum Carl Smith's Greatest Hits, Vol. 2
- 1968 : "There's No More Love"
- 1969 : "Faded Love and Winter Roses", del álbum Faded Love And Winter Roses
- 1969 : "Good Deal Lucille", del álbum I Love You Because
- 1969 : "I Love You Because", del álbum I Love You Because
- 1969 : "Heartbreak Avenue", del álbum The Carl Smith Anniversary Album
- 1970 : "Pull My String and Wind Me Up", del álbum The Carl Smith Anniversary Album
- 1970 : "Pick Me Up on Your Way Down", del álbum Carl Smith and the Tunesmiths
- 1970 : "Bonaparte's Retreat", del álbum Carl Smith and the Tunesmiths
- 1970 : "How I Love Them Old Songs"
- 1971 : "Don't Worry 'bout the Mule (Just Load the Wagon)"
- 1971 : "Lost It on the Road"
- 1971 : "Red Door", del álbum Don't Say You're Mine
- 1971 : "Don't Say You're Mine", del álbum Don't Say You're Mine
- 1972 : "Mama Bear", del álbum If This Is Goodbye
- 1972 : "If This Is Goodbye", del álbum If This Is Goodbye
- 1973 : "I Need Help"
- 1975 : "The Way I Lose My Mind", del álbum The Way I Lose My Mind
- 1975 : "Roly Poly", del álbum The Girl That I Love
- 1976 : "If You Don't, Somebody Else Will"
- 1976 : "A Way with Words", del álbum This Lady Loving Me
- 1977 : "Show Me a Brick Wall", del álbum This Lady Loving Me
- 1977 : "This Kinda Love Ain't Meant for Sunday School", del álbum This Lady Loving Me
- 1978 : "This Lady Loving Me", del álbum This Lady Loving Me